# Relativitatea simultaneității
Relativitatea simultaneității este ideea că simultaneitatea nu este absolută, ci dependentă de observator. Adică, conform relativității restrânse formulată de Albert Einstein în 1905, nu se poate spune în sens absolut dacă două evenimente au avut loc în același timp atunci când evenimentele sunt separate în spațiu. Dacă evenimentul are loc în același punct din spațiu — de exemplu, o coliziune de autovehicule — toți observatorii, oriunde ar fi ei, sunt de acord că fiecare autovehicul s-a ciocnit cu celălalt în același timp. Dar dacă evenimentele sunt separate în spațiu, cum ar fi o coliziune care are loc în America și alta în Australia, răspunsul la întrebarea dacă aceste evenimente sunt simultane este relativ; unii pot calcula că cele două coliziuni au loc "în același timp" iar alții, privind evenimentele dintr-o stare de mișcare diferită, vor vedea coliziunea din America drept prima care are loc, în timp ce alții pot vedea coliziunea din Australia ca fiind prima. Teoria relativității restrânse a lui Einstein demonstrează că sunt cazuri în care nu există un răspuns „corect”, unde niciun observator nu are statut privilegiat, și toți observatorii pot susține că au dreptate chiar dacă ordonările evenimentelor din perspectivele lor pot fi diferite.
Dacă ne imaginăm un observator care calculează că două evenimente - ce au loc în puncte diferite în spațiu - au loc exact în același timp, un observator în mișcare relativă la primul va obține un rezultat diferit, calculând cele două evenimente ca având loc la momente diferite de timp. Această noțiune este ilustrată de paradoxul scării, un experiment imaginar care folosește exemplul unei scări care se deplasează la viteză mare printr-un garaj.
O formă a relativității simultaneității a fost introdusă de Hendrik Lorentz în 1895, dar ideea nu a fost înțeleasă pe larg în forma sa modernă până la introducerea de către Einstein a relativității restrânse. În particular, Einstein a dedus eșecul simultaneității absolute din două aserțiuni:
- Principiul relativității — echivalența sistemelor inerțiale, astfel încât legile fizicii se aplică la fel în toate sistemele de referință inerțiale;
- constanța vitezei luminii detectată în vid, independent de mișcarea relativă a sursei.